# Gymnetis rufilatris
Gymnetis rufilatris är en skalbaggsart som beskrevs av Johann Karl Wilhelm Illiger 1800. Gymnetis rufilatris ingår i släktet Gymnetis och familjen Cetoniidae. Inga underarter finns listade i Catalogue of Life.